# 피니어스 플린
피니어스 플린(Phineas Flynn)은 애니메이션 피니와 퍼브의 주인공으로, 매 화마다 등장한다.
노란색과 주황색 셔츠에 파란 반바지, 검은 신발 그리고 삼각형의 머리와 둥근 귀, 둥근 눈을 가진 피니어스는 삼각형 머리를 가진 호기심 많은 10세 소년으로, 104일간의 긴 여름방학을 신나게 보내기 위해 퍼브와 이사벨라 등 여러 친구들과 함께 롤러코스터 건립, 자동차 경주 대회 참가 등 누구도 상상하지 못할 일을 꾸민다. 적극적이고 뭔가에 얽매이지 않는 성격으로 어떤 일을 하더라도 모두의 리더격이다.
가족으로는 말수가 적은 이복동생 퍼브 플레처, 어머니 린다 플린, 아버지 로렌스 플레처와 누나 캔디스 플린, 애완동물 오리너구리 페리 등이 있다. 그들의 누나 캔디스는 항상 그들의 행동을 엄마에게 이르려 하지만 번번이 상황이 사라져버려 실패한다.
성우는 영어는 빈센트 마텔라, 한국어는 남도형이 맡았다.

## 같이 보기
- 피니와 퍼브
- 피니와 퍼브의 등장인물 목록